# 朱元鼎
朱元鼎（1896年10月2日—1986年12月17日），字继绍，号经霖，以字行，故又称朱继绍，男，浙江鄞县人，中华人民共和国生物学家、教育家，中国鱼类学及水产科学主要奠基人之一，为中国鱼类学及水产事业作出了不可磨灭贡献。

## 生平

### 早年和东吴大学时期
1896年10月2日，生于浙江省鄞县（今宁波市鄞州区）一商人家庭，父亲朱榕青。1916年，中学毕业，考入东吴大学。大三时，被选举为全校“丽译会”主席。1919年，发表论文《藻类的经济价值》，是学术生涯起点。1920年，毕业于东吴大学生物系，获得学士学位。学术上深受东吴大学美籍教授齐天锡（N．Gist Gee）的影响。毕业后，获聘上海圣约翰大学生物系教师。

### 留美和圣约翰大学时期
1925年，被上海圣约翰大学选派，获美国洛克菲勒基金会资助，留学美国。入康奈尔大学研究院，学习昆虫学。1926年，获得康奈尔大学理学硕士学位。毕业后，回国。升上海圣约翰大学生物系副教授。教授昆虫学、鱼类学、遗传学、进化论、比较解剖学等多门学科。自1928年，先后发表昆虫分类学论文4篇。发现并定名了昆虫襀翅目的2个新属和9个新种。1930年，发表第一篇鱼类学论文《中国鱼类学文献》。1931年，编著出版了中国第一部系统的鱼类学分类专著《中国鱼类索引》。
1932年，受上海圣约翰大学选派，再获美国洛克菲勒基金资助，赴美二度留学。入读密歇根大学。师从密歇根大学生物系著名鱼类学家赫伯斯（C. C. Habbs）。1934年2月，获得生物学哲学博士学位。同年回国，被聘为上海圣约翰大学生物系教授。1935年，发表论文《中国鲤科鱼类之鳞片、咽骨与其牙齿之比较研究》，获得国际鱼类学界的广泛关注。

### 中华人民共和国时期

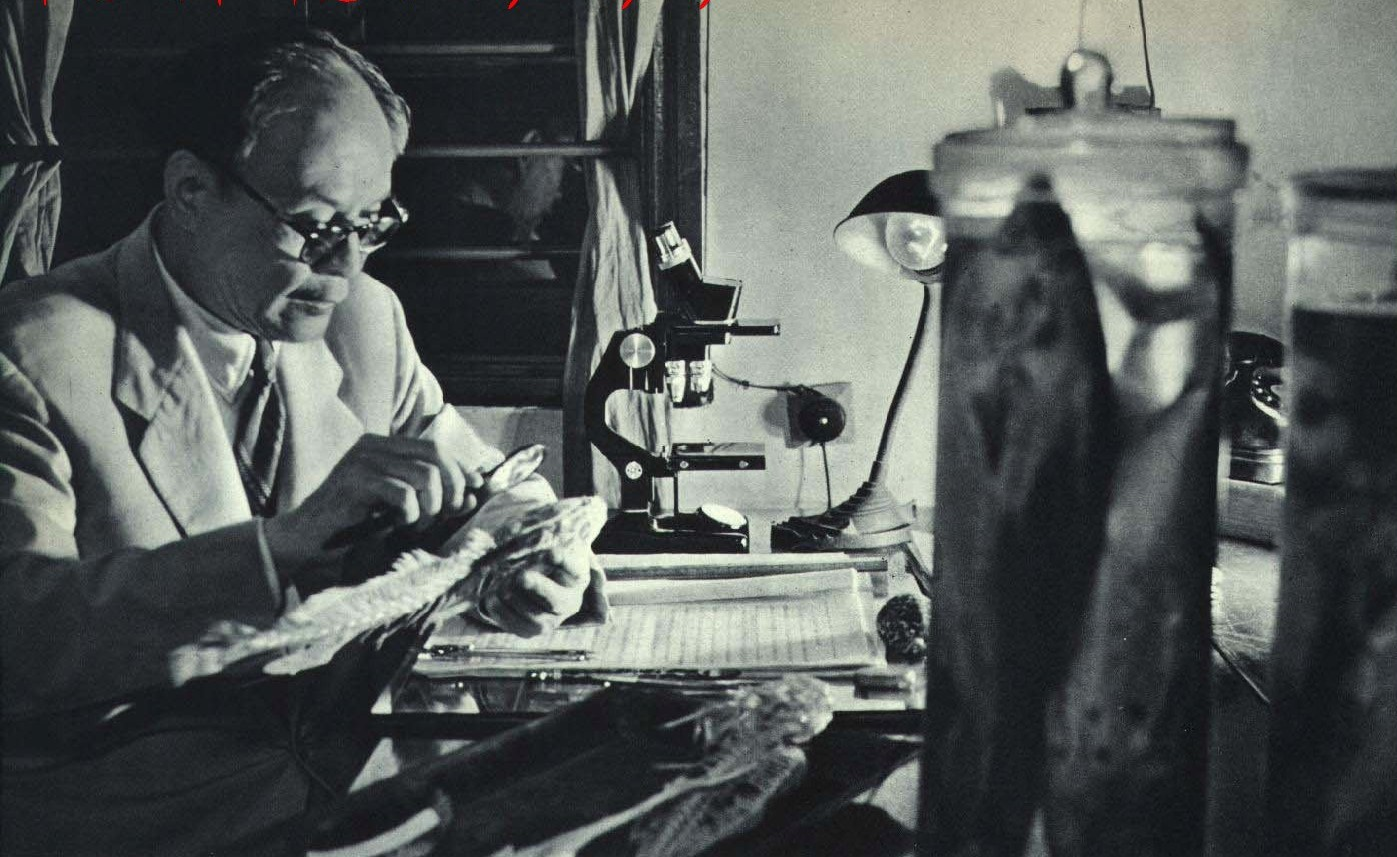
1963年的朱元鼎

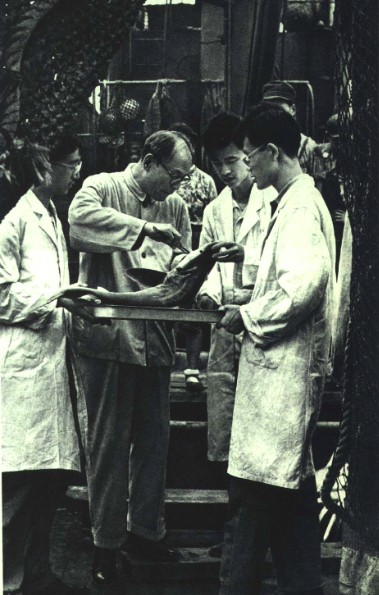
1963年朱元鼎正在指导学生进行鱼类标本制作

1952年，上海水产学院（今上海海洋大学）成立，是中国第一所水产教育研究的高等院校。朱被任命为上海水产学院海洋渔业研究室首任主任。1956年，朱被任命为中国、苏联、朝鲜、越南四国太平洋西部渔业研究委员会的中方代表团代表，多次代表中国出席国际会议。1957年，被评为国家一级教授。同年11月，被国务院任命为上海水产学院院长。 1959年，东海水产研究所成立，朱出任东海水产研究所首任所长，并兼任研究所的鱼类学研究室主任。
1960年至1963年，是朱学术著作的第二高峰期。朱相继写作《中国软骨鱼类志》、《中国石首鱼类分类系统的研究和新属新种的叙述》，并合作编著《南海鱼类志》、《东海鱼类志》等重要专著，奠定了中国海洋鱼类水产研究领域的基础，基本探明了中国沿海各海区鱼类种类和资源的区系分布。
文化大革命时期，上海水产学院解体。在极端困难的研究环境下，1973年，朱仍完成了《中国动物图谱·鱼类》软骨鱼卷册编撰工作（与王文滨合著）。四人帮倒台后，朱多方呼吁上海水产学院复校。1979年，国务院正式批复上海水产学院复校，任命朱为院长。1983年，朱因年事过高，转任上海水产学院名誉院长。
1977年至1986年，是朱学术研究和写作的第三高峰期，期间写作《中国软骨鱼类的侧线管系统以及罗伦瓮和罗伦管系统的研究》，并先后合作完成了《南海诸岛海域鱼类志》、《福建海洋经济鱼类》、《福建鱼类志》等专著，并著有研究论文25篇。
1986年12月17日，朱在上海逝世。身后捐赠所藏所有书籍资料，逾2万份。并将政府奖金捐献给上海水产大学，建立了朱元鼎奖学金基金，奖励激励后学。

## 社会兼职
- 第二届全国政协委员
- 上海市一至五届人民代表大会代表
- 第二、第五届全国人民代表大会代表
- 中苏朝越四国太平洋西部渔业研究委员会中国代表团成员
- 中国鱼类学会名誉理事长
- 中国海洋湖沼学会名誉理事长
- 中国水产学会副理事长
- 中国动物学会理事
- 上海水产学院名誉院长
- 《中国大百科全书》农业卷水产分支主编
- 《中国水产学报》主编
- 美国纽约自然博物馆国际通讯研究员

## 学术贡献
- 1931年，编写出版《中国鱼类索引》。是中国和世界上首部系统的中国鱼类分类学专著。详细收录中国鱼类1533种。[3]
- 20世纪30年代发表的一系列研究论文，如《中国鱼类学文献》、《中国鱼类图说》等，系统奠定了中国现代鱼类学研究的基础，大致探明了中国的鱼类资源分布。[3]
- 发现鱼类新亚科4个，新属10个，新种48个。[3]
- 研究著作奠定中国鱼类分类学的研究基础，填补了中国鱼类地理分布与区系特征的空白。[3]

## 奖项和荣誉
- 被认为是中国鱼类分类学奠基人之一。上海水产学院（今上海海洋大学）和华东水产研究院的创始人。[7]
- 1939年：获得北平（今北京）自然历史学会金质奖状。[3]
- 1978年：获得福建省科学技术成果奖。[3]
- 1996年8月16日，朱元鼎诞辰一百周年纪念。荣毅仁（前中国国家副主席）题词：“敬业奉公，为人师表”。
- 国际鱼类学届将鲤科鱼类的咽骨以朱元鼎的名字命名，命名为“元鼎骨”，纪念他为世界鱼类分类学与形态学研究的突破性贡献。[7]